# 2012년 NC 다이노스 시즌
2012년 NC 다이노스 시즌은 NC 다이노스가 KBO 퓨처스리그에 참가한 첫 시즌이다. 김경문 감독이 팀을 이끌었으며, 김동건이 주장으로 선임되었다. 팀은 KIA 타이거즈 2군을 10경기 차로 따돌리고 창단 첫 남부리그 1위를 달성했으며, 북부리그 공동 1위인 경찰 야구단과 상무 야구단보다도 높은 승률을 기록했다.

## 코치 및 프런트
- 구단주: 김택진
- 대표이사: 이태일
- 부사장: 이상구
- 상무: 배석현
- 단장: 이상구, 배석현
- 운영팀장: 박동수, 김종문
- 육성팀장: 박동수
- 스카우트팀장: 박동수, 유영준
- 전력분석팀장: 김태석
- 트레이너팀장: 윤여훈
- 마케팅팀장: 손성욱
- 대표이사 직속 정보전략 담당: 임선남
- 마케팅커뮤니케이션실장: 김종문
- 스카우트: 양후승, 전종화, 구동우, 지연규
- 수석코치: 박승호
- 투수코치: 지연규, 최일언, 김상엽, 구동우
- 타격코치: 김광림
- 작전코치: 전준호
- 주루코치: 전준호
- 수비코치: 이동욱
- 배터리코치: 강인권
- 불펜코치: 전종화
- 재활군 컨디셔닝코치: 윤여훈
- 응원단장: 임태현
- 치어리더팀장: 이미경

## 타이틀
- 퓨처스 올스타: 이재학, 김태우, 박민우, 나성범
- 평균자책점: 이재학 (1.55)
- 다승: 이재학 (15)
- 남부리그 홈런: 나성범 (16)
- 남부리그 타점: 나성범 (67)
- 출장(타자): 조평호 (96)
- 타석: 나성범 (385)
- 득점: 나성범 (65)
- 사구: 나성범 (33)
- 출장(투수): 문수호 (53)
- 세이브: 김진성 (20)
- 홀드: 문수호 (21)
- 승률: 이재학 (0.882)
- 이닝: 이재학 (139.2)
- 남부리그 타수: 나성범 (317)
- 남부리그 안타: 나성범 (96)
- 남부리그 2루타: 조평호 (20)
- 남부리그 장타율: 나성범 (0.511)
- 남부리그 탈삼진: 이재학 (100)

## 선수단
- 선발투수 : 이재학, 노건우, 김태형, 오현민, 이민호
- 구원투수 : 문수호, 정진, 민태호, 황덕균, 이창호, 원종현, 최금강, 윤영삼, 김기현, 김요한, 박정훈, 여승철, 신재영, 조영준
- 마무리투수 : 김진성, 한윤기, 류동호
- 포수 : 김태우, 허준, 박세웅, 윤문영
- 1루수 : 조평호, 김정수, 김영복
- 2루수 : 박민우, 이성엽, 박기민
- 유격수 : 이상호, 노진혁, 황윤호, 윤국영
- 3루수 : 강진성, 김동건
- 좌익수 : 강구성, 김종찬, 박상혁
- 중견수 : 나성범, 박헌욱, 유지창
- 우익수 : 마낙길, 신창명, 김성욱, 이철우
- 지명타자 : 이명환

### 미출전 선수
- 투수: 이형범, 방형철
- 포수: 박가람, 이경배
- 내야수: -
- 외야수: 박종규

## 여담
- 2012 신인드래프트에서 내야수 박민우가 1라운드 9순위, 투수 나성범이 2라운드 1순위, 포수 김태우가 특별지명 1순위, 외야수 강구성이 특별지명 3순위로 지명되어 구단 사상 처음으로 신인드래프트로 입단한 내야수, 투수, 포수, 외야수가 되었다.
- 정진, 오현민, 이창호는 구단 사상 자유계약으로 입단한 첫 선수들이 되었다.
- 김기현, 최금강, 여승철, 방형철, 조영준, 박가람, 이경배, 박종규는 구단 사상 육성선수로 입단한 첫 선수들이다.
- 홈구장인 마산 야구장의 좌석 수를 21663석에서 16000석으로 줄였다.
- 김진성은 KBO 퓨처스리그 사상 최초로 단일 시즌 20세이브를 달성했다.
- 11월 18일에 넥센 히어로즈로 김태형과 7억원을 보내고 임창민과 차화준을 영입하는, 구단 사상 첫 트레이드를 진행했다.
- 앞서 2011년에 팀은 우선 지명으로 노건우와 이민호를 영입했으며, 사상 최초로 열린 2차 드래프트에서 1라운드에 조평호를 영입해 조평호는 KBO 리그 사상 최초의 2차 드래프트 지명자가 되었다.
- 오정복은 NC 다이노스에서 경찰 야구단에 입대한 최초의 선수가 되었다.
- 12월 20일에 아담 윌크, 찰리 쉬렉을 영입했다. 이들은 구단 사상 첫 외국인 선수가 되었다.
- 윤호솔은 NC 다이노스의 지명을 받은 상태에서 조아제약 프로야구대상 아마MVP상을 수상하여 구단 사상 첫 조아제약 프로야구대상 수상자가 되었다. 참고로 구단에서의 활약을 바탕으로 한 첫 수상자는 이듬해에 프런트상을 수상한 이태일 사장이다.

## 같이 보기
- 2014년 Kt 위즈 시즌
- 2020년 NC 다이노스 시즌